# Публий Корнелий Руфин (консул 290 года до н. э.)
Публий Корнелий Руфин (лат. Publius Cornelius Rufinus; IV—III века до н. э.) — древнеримский военачальник и государственный деятель, консул 290 и 277 годов до н. э. Участвовал в войнах с самнитами и Пирром, предок Луция Корнелия Суллы.

## Происхождение
Публий Корнелий принадлежал к патрицианскому роду Корнелиев. Капитолийские фасты называют преномены его отца и деда — Гней и Публий соответственно; тем не менее в историографии высказывалось предположение, что Руфин был сыном диктатора 333 года до н. э. того же имени.

## Биография
Первое упоминание Публия Корнелия в источниках относится к 290 году до н. э. Тогда Руфин был консулом совместно с плебеем Манием Курием Дентатом. Оба консула были посланы против самнитов. Победив в нескольких больших сражениях, они тем самым завершили Третью Самнитскую войну. Согласно заключённому мирному договору, был возобновлён формальный союз между Римом и самнитами, причём последние, видимо, не понесли каких-либо территориальных потерь. Автор сочинения «О знаменитых людях» сообщает, что Дентат после этой войны отпраздновал триумф; поскольку Плиний Старший дважды называет Публия Корнелия триумфатором, предполагается, что и последнего тогда же удостоили этой чести.
Ряд источников сообщает, что Руфин занимал должность диктатора, не давая при этом никаких хронологических привязок. Возможно, это имело место в период с 284 по 279 годы до н. э., на который приходится лакуна в фастах.
К 278 году до н. э. у Публия Корнелия сложилась неоднозначная репутация опытного и храброго полководца, но при этом жадного и вороватого человека. Из-за шедшей в это время тяжёлой для Рима Пирровой войны Руфина всё же выбрали консулом во второй раз (на 277 год до н. э.). Античные авторы цитируют высказывание по этому поводу самого принципиального противника Публия Корнелия, Гая Фабриция Лусцина, к которому удачливый соискатель пришёл, чтобы выразить благодарность за поддержку: «Нечего тебе меня благодарить, просто я предпочёл быть ограбленным, чем проданным в рабство». Во время своего второго консульства Руфин взял Кротон с помощью военной хитрости; правда, триумф в этом году получил только второй консул, Гай Юний Бубульк Брут, так что в историографии высказывались сомнения насчёт победы Руфина.
Самым известным эпизодом в биографии Публия Корнелия стало его исключение из сената цензором Гаем Фабрицием Лусцином за нарушение законов о роскоши: в доме Руфина было десять фунтов серебряной посуды.

## Потомки
Сыном Руфина был Публий Корнелий, ставший фламином Юпитера и первым носителем когномена Сулла. Правнуком Публия-младшего был диктатор Луций Корнелий Сулла.